# Liga Profesionistă de Fotbal
La Liga Profesionistă de Fotbal è l'associazione che organizza la Liga I, il massimo campionato rumeno di calcio.

## Storia
Sotto il regime comunista, il calcio era fintamente dilettantistico e l'associazione dei club solo un ente di raccordo. Con la fine della dittatura, anche il paese balcanico si dotò di un'organizzazione privatistica dello sport nazionale.
Dopo una fase preparatoria fin dal 1992, la lega si organizzò nel 1996 in modo da assumere il controllo del torneo dal 1997. Il primo presidente fu Dumitru Dragomir, l'attuale è Gino Iorgulescu.